# Elsa Aguirre
Elsa Irma Aguirre Juárez (Chihuahua, 25 de septiembre de 1930), conocida como Elsa Aguirre, es una actriz mexicana.
Entre sus trabajos más destacados se encuentra su participación en las películas Ojos de juventud (1948), Lluvia Roja (1950), La mujer que yo amé (1950), Cuatro noches contigo (1952), Cuidado con el amor (1954), Vainilla, bronce y morir (1957), Sólo de noche vienes (1965), Casa de mujeres (1966), El día de la boda (1968), y El cuerpazo del delito (1970). 

## Biografía y carrera

### 1930-1945: primeros años
Elsa Irma Aguirre Juárez nació el 25 de septiembre de 1930 en Chihuahua, Chihuahua, siendo hija de Emma Juárez y de Jesús Aguirre Castillo, un militar capitán segundo. Tuvo cuatro hermanos; Hilda, Mario, Alma Rosa y Jesús.
Durante sus primeros años de vida, su familia gozó de una buena posición económica, pero durante el desarrollo de la Segunda Guerra Mundial, su situación cambió a causa de los efectos que el antedicho conflicto armado empezó a dejar en el estado de Chihuahua. Encontrándose en pobreza extrema y con sus circunstancias de vida empeorando, su padre la mando a ella, a sus hermanos y a su madre, a vivir a Ciudad de México. Allí, primero radicaron en un departamento cerca de Chapultepec, y después se mudaron a Mixcoac, lugar en el que Elsa y sus hermanos vivieron la mayor parte de su niñez y adolescencia. Luego de que su padre los alcanzara y se mudara con ellos, se trasladaron a Tacubaya.

### 1945-1959: incursión actoral
En 1945, su tía Elsa los visitó para platicarle a su mamá sobre un concurso de belleza que la productora cinematográfica Clasa Films Mundiales se encontraba preparando, el cual tendría como premio aparecer en un papel secundario en la película El sexo fuerte. Seguidamente y una vez que se recuperó de la fiebre de malta que padecía, su progenitora la llevó a ella, a Alma Rosa, y a su hermana Hilda, a participar en dicho concurso. En la competencia, Hilda ganó el tercer lugar, Alma Rosa, con 16 años de edad, el segundo, y ella, con 14 años, el primero. De esta manera, las cintas El sexo fuerte y El pasajero diez mil, ambas de 1946, se convirtieron en los primeros trabajos actorales que ella y su hermana realizaron en sus respectivas carreras como actrices. Ya que ambas eran menores de edad, su mamá canceló el contrato que las dos tenían firmado con Clasa Films, debido a que se le negó el derecho de acompañarlas durante a sus llamados de filmación para la tercera producción en la que iban a participar.
Pese a esto, Elsa y su hermana continuaron con sus carreras pero de forma separada; ella se unió a la productora Bracho Films para participar en el filme Don Simón de Lira de 1946, mientras que Alma Rosa retomó sus actividades con la película La sin ventura, producida por Filmex. En 1948, coprotagonizó junto a Arturo de Córdova en la película Algo flota sobre el agua; su actuación en el antedicho proyecto inspiró a Zacarías Gómez Urquiza, un director y guionista de cine, a escribir la letra de una canción titulada «Flor de azalea». Desarrollando su carrera durante el transcurso de la Época de Oro del cine mexicano, algunos de sus trabajos más notables incluyeron Lluvia Roja (1950), Una mujer decente (1950), La estatua de carne (1951), Cuatro noches contigo (1952), Cantando nace el amor (1954), y La perversa (1954).

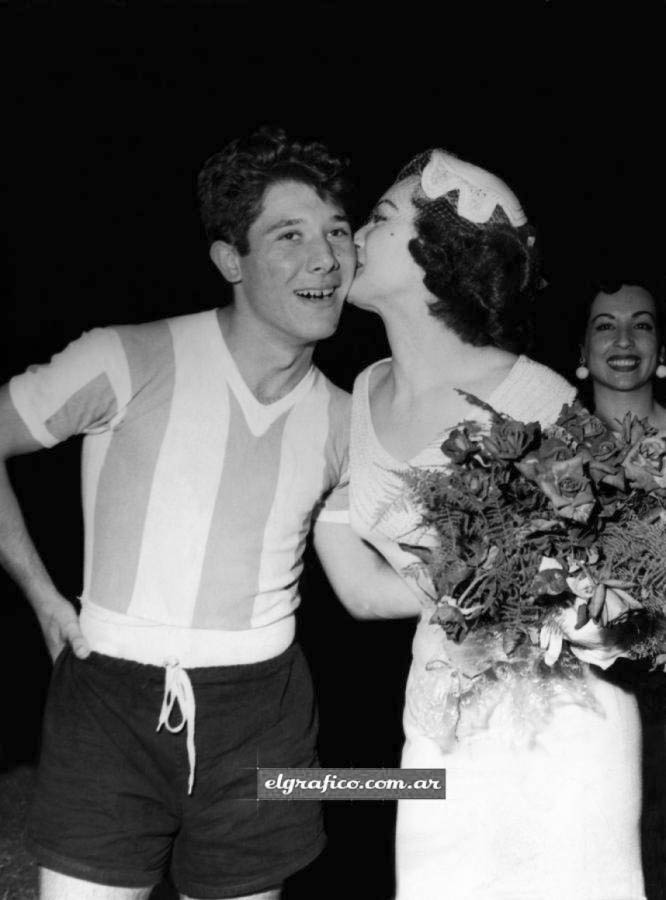
Fotografiada en 1957 mientras besa al futbolista argentino, Omar Sívori.

Cerca de 1952, tuvo un breve noviazgo con el actor y cantante Jorge Negrete, que terminó debido a que Aguirre perdió el interés en él, cuando Negrete intentó convertirse en una especie de profesor que solía enviarle libros sobre arte y cultura, temas que a ella no le interesaban, ya que lo único que quería era tener una relación romántica. Al poco tiempo de terminar su romance, Negrete se casó con María Félix. El mismo año, durante las filmaciones de la cinta Cuidado con el amor, tuvo un altercado menor con Pedro Infante, su coprotagonista, a quien abofeteó luego de que la besara sin su consentimiento. Además de esto, su evidente belleza física atrajo la atención de hombres y mujeres, entre ellos la del actor Ignacio López Tarso, una mujer cubana, y el pintor Diego Rivera, quien trato convencerla de posar semidesnuda para él para poder pintarla, petición que ella declinó y calificó como impúdica e inmoral.

### 1959-1962: retiro inicial y regreso
En 1959, a pesar de encontrarse en el mayor apogeo de su carrera artística y teniendo apenas 29 años de edad, decidió retirarse para poder llevar una vida normal. Posteriormente, ese mismo año contrajo matrimonio con Armando Rodríguez Morado, un periodista que había conocido tiempo atrás y del que se enamoró rápidamente por su apariencia y atractivo físico; al poco tiempo de casarse con él, Morado tomó una actitud sumamente violenta contra ella, que incluyó violencia física y psicológica. De acuerdo a Jesús Aguirre, uno de sus hermanos, el hombre llegó a quemar todos los canarios mascota que Elsa cuidaba, mientras que su hermana Hilda, contó que puso en riesgo la vida de Aguirre cuando la amenazó a punta de pistola estando embarazada de Hugo Morado, el único hijo que procrearon juntos. Tras esto último, se refugio con su familia al temer por su vida y la de su hijo, y le ayudaron a divorciarse de él en fecha desconocida, pero ella se quedó sin un trabajo estable y cargando con toda la responsabilidad de Hugo, ya que Armando se negó a responder por él.
Pese a sus problemas económicos, logró salir adelante y se encargó de la manutención y crianza de su hijo con apoyo de su madre y otros familiares, a quienes les encargaba que cuidaran de él luego de ser reaceptada como actriz en 1962, año en que retomó sus actividades actorales debutando en la televisión con la telenovela, Las momias de Guanajuato. Cerca de 1965, se casó por segunda ocasión, está vez con el cineasta mexicano José Bolaños, de quien se divorció al poco tiempo en fecha no revelada por el poco interés que Bolaños le puso a su matrimonio.

### 1962-2024: trabajos y vida posterior
A mediados de los sesenta, intervino destacadamente en la producción cinematográfica Casa de mujeres de 1966, y en la telenovela Leyendas de México de 1968. El mismo año, se unió a la «Gran Fraternidad Universal» del gurú José Manuel Estrada Vázquez, convirtiéndose así en practicante de yoga y portavoz de las culturas desprendidas de dicha especialidad, como el budismo, taoísmo, sabiduría mexicana, escuela pitagórica, entre otras, pero nunca con la intención de imponer ninguna religión o ideología a la fuerza. Años después, cerca de los setenta, contrajo matrimonio por tercera y última ocasión con José Rafael Estrada Valero, un maestro de yoga chileno; enlace que concluyó en otro divorció en fecha no pública.  Ya que había adquirido experiencia como intérprete al haber cantado en algunas de sus películas, cerca de 1973 lanzó un LP titulado, Elsa Aguirre con usted, siendo esta su única incursión formal como cantante. En 1980, se estrenó su última película, Albur de amor.
En 2001, su hijo sufrió un accidente automovilístico en el que sobrevivió, pero al poco tiempo falleció por las heridas que recibió, a los 30 años de edad;Aguirre comentó que su único conselo ante esto, fue estar junto a él en sus momentos de agonía, y verlo morir «con una expresión de paz en su cara». Tres años después, intervino en su último trabajo filmográfico, la telenovela Belinda, luego de la cual se retiró definitivamente del medio artístico en 2004. Aún retirada, solía dar entrevistas para programas, o ser vista en eventos alusivos al cine de México, filantrópicos y sociales, como en 2013 cuando externo su apoyo a la diversidad sexual.
En una entrevista de 2021, dijo que Rodríguez Morado, su exesposo, trató de acercársele por medio de llamadas cuando ya eran ancianos, según ella para que regresara con él, pero ella lo rechazó contestándole que lo único que los unía era su hijo, solicitandole no volverle a hablar por teléfono. En noviembre de 2023, fue homenajeada por la Asociación Nacional de Actores (ANDA) con una medalla conmemorativa por cumplir de manera oficial 75 años de haber iniciado sus actividades fílmicas; en dicho evento, fue acompañada por su hermana Alma Rosa.
El 8 de mayo de 2024, reapareció en televisión en el programa Ventaneando, donde promocionó su libro de memorias dictado, Elsa Aguirre La mujer que yo amé, escrito por Roberto Fiesco y presentado en 2021.

## Discografía
- Elsa Aguirre con usted (LP; c. 1973)[22]

## Filmografía

### Cine
| Año  | Título                           | Papel                    | Notas                                   |
| ---- | -------------------------------- | ------------------------ | --------------------------------------- |
| 1946 | El sexo fuerte                   | Ministra de salubridad   | Acreditada como Elsa Irma Aguirre       |
| 1946 | El pasajero diez mil             | Vendedora de cigarros    | Acreditada como Irma Aguirre            |
| 1946 | Don Simón de Lira                | Blanquita Alas de Cuervo |                                         |
| 1947 | El ladrón                        | Rosa                     |                                         |
| 1948 | Los viejos somos así             | Dalia López              |                                         |
| 1948 | Algo flota sobre el agua         | Azalea                   |                                         |
| 1948 | Ojos de juventud                 | Raquel Herrera           |                                         |
| 1949 | Medianoche                       | Cora Moreno              |                                         |
| 1950 | Lluvia roja                      | Elisa                    |                                         |
| 1950 | La liga de las muchachas         | Dorita                   |                                         |
| 1950 | La mujer que yo amé              | Rosita                   |                                         |
| 1950 | Una mujer decente                | Rosa Gómez               |                                         |
| 1951 | Amar fue su pecado               | Elena                    |                                         |
| 1951 | La estatua de carne              | La Gioconda              |                                         |
| 1952 | Acapulco                         | Diana Lozano             |                                         |
| 1952 | Cuatro noches contigo            | Elsa Peralta             |                                         |
| 1954 | La perversa                      | Alicia Bermúdez          |                                         |
| 1954 | Cantando nace el amor            | Yolanda                  |                                         |
| 1954 | Cuidado con el amor              | Ana María                |                                         |
| 1955 | Estafa de amor                   | Mayté                    |                                         |
| 1956 | La doncella de piedra            | Remota Montiel           |                                         |
| 1956 | Orgullo de mujer                 | Ada Montalvo             |                                         |
| 1956 | Giant                            | Personaje desconocido    | No acreditada Producción estadounidense |
| 1957 | La mujer de dos caras            | Silvia                   |                                         |
| 1957 | Vainilla, bronce y morir         | Laura Sandoval           |                                         |
| 1958 | Ama a tu prójimo                 | Doctora Beatriz Durán    |                                         |
| 1960 | Pancho Villa y la Adelita        | La Valentina             |                                         |
| 1966 | Sólo de noche vienes             | Remedios                 |                                         |
| 1966 | Casa de mujeres                  | Carmen, la marinera      |                                         |
| 1967 | La vuelta del Mexicano           | Rosario                  |                                         |
| 1967 | El pistolero desconocido         | María                    |                                         |
| 1968 | El día de la boda                | Gilda                    |                                         |
| 1969 | El matrimonio es como el demonio | Hilda Cervantes          |                                         |
| 1970 | Como enfriar a mi marido         | Elsa                     |                                         |
| 1970 | El cuerpazo del delito           | María de Jesús «Chuchet» | Segmento: «La seductora»                |
| 1970 | Las figuras de arena             | Madre de Dabey           |                                         |
| 1970 | Los años vacíos                  | Olivia                   |                                         |
| 1977 | La muerte de un gallero          | Personaje desconocido    |                                         |
| 1980 | Albur de amor                    | Personaje desconocido    |                                         |

### Televisión
| Año       | Título                          | Papel                                  | Notas                                    |
| --------- | ------------------------------- | -------------------------------------- | ---------------------------------------- |
| 1962      | Las momias de Guanajuato        | Personaje desconocido                  |                                          |
| 1968      | Leyendas de México              | Personaje desconocido                  |                                          |
| 1978      | Una mujer                       | Marisa                                 |                                          |
| 1989      | Lo blanco y lo negro            | Carolina de Castro                     |                                          |
| 1994      | Los que hacen nuestro cine      | Ella misma                             | Entrevista                               |
| 1995-96   | Acapulco, cuerpo y alma         | Doña Ana Elena Pérez viuda de Montalvo |                                          |
| 1999-2000 | Mujeres engañadas               | Cecilia Orendáin de Martínez           |                                          |
| 2001-02   | Lo que es el amor               | Abril Castellanos                      |                                          |
| 2004      | Belinda                         | Personaje desconocido                  |                                          |
| 2004      | Historias engarzadas            | Ella misma                             | Entrevista biográfica                    |
| 2006      | La historia detrás del mito     | Ella misma                             | Entrevista biográfica                    |
| 2007      | ¡Pedro Infante vive!            | Ella misma                             | Telefilme biográfico sobre Pedro Infante |
| 2019      | Historia Viva                   | Ella misma                             | Entrevista biográfica                    |
| 2021      | El minuto que cambió mi destino | Ella misma                             | Entrevista biográfica                    |
| 2024      | Ventaneando                     | Ella misma                             | Invitada                                 |

## Premios
- Ariel de Oro, por su trayectoria fílmica (2003)[33]
- Lo mejor del teatro en México, premio tributo a una gran actriz (2005)[34]
- Lunas del Auditorio, por una vida en el escenario (2009)[35]
- Reina gay de Acapulco (2013)[27]